# Katarzyna Surmiak-Domańska
Katarzyna Surmiak-Domańska (ur. 1967 w Olsztynie) – polska reporterka.

## Życiorys
W 1980 roku zagrała główną rolę Kaśki Marczak w serialu telewizyjnym dla młodzieży Tylko Kaśka, opartym na motywach powieści Janiny Zającówny pod tytułem Heca z Łysym.
Absolwentka filologii romańskiej na Uniwersytecie Warszawskim. W latach 1993–1994 prowadziła audycje dotyczące muzyki poważnej w warszawskiej rozgłośni Radio Mozart, a w latach 2012–2013 program Hot Doc w telewizji Planete + poświęcony filmom dokumentalnym.
Od 1995 r. związana z „Gazetą Wyborczą”. Publikuje reportaże, wywiady i eseje o tematyce społecznej i kulturalnej. Jej teksty ukazują się w dodatkach „Gazety Wyborczej”: „Duży Format”, „Wysokie Obcasy” oraz czasopiśmie „Książki. Magazyn do czytania”
W swoich tekstach przeciwstawia się kulturze patriarchatu i kulturze macho, opisuje także zjawiska rasizmu i nacjonalizmu. Bohaterami jej tekstów były ofiary przemocy w rodzinie, księży pedofilów w Polsce i w Irlandii, ale także ludzie samotni, nieprzystosowani, wykluczeni, także ze  względu na identyfikację seksualną. Szczególnie interesuje się kulturą i historią Stanów Zjednoczonych, najwięcej tekstów poświęciła południowemu regionowi USA, tzw. Pasowi Biblijnemu. W 2013 roku wzięła udział w zjeździe Ku Klux Klanu w stanie Arkansas.
Była asystentką reżysera oraz współautorką scenariusza do filmu dokumentalnego Licheńskie proroctwo z 2001.
Od 2010 roku współpracuje jako wykładowczyni i tutorka z Polską Szkołą Reportażu (szkoła założona przez Instytut Reportażu).

## Twórczość
- 2007 – Beznadziejna ucieczka przed Basią – reportaże seksualne, W.A.B., ISBN 978-83-7414-255-7, zbiór reportaży
- 2011 – Żyletka, Agora, ISBN 978-83-268-0531-8, zbiór reportaży
- 2012 – Mokradełko, Czarne, ISBN 978-83-7536-364-7, reportaż
- 2015 – Ku Klux Klan: Tu mieszka miłość, Czarne, ISBN 978-83-8049-143-4, reportaż; wyd. czeskie: Ku-klux-klan. Tady bydlí láska, przeł. Jarmila Horáková, Absynt, 2017, ISBN 978-80-89876-49-5[10],
- 2018 – Kieślowski. Zbliżenie, Agora, ISBN 978-83-2682-699-3, biografia[11]
- 2021 – Czystka, Czarne, ISBN 978-83-8191-318-8

## Nagrody i wyróżnienia
- Reportaż Mokradełko znalazł się w finale Nagrody Literackiej „Nike” 2013[12].

- Książka Ku Klux Klan: Tu mieszka miłość była nominowana do Nagrody im. Ryszarda Kapuścińskiego 2015 za Reportaż Literacki[13], do Nagrody Literackiej „Nike” 2016[14] oraz do Nagrody im. Beaty Pawlak w 2016[15].
- Laureatka Literackiej Nagrody Warmii i Mazur za rok 2021 oraz nominowana do Literackiej Nagrody Europy Środkowej „Angelus” 2022 za książkę Czystka[16][17].

## Życie prywatne
Ma córkę Julię. Mieszka w Warszawie i w Puszczy Białowieskiej.